# Gordon H. Bower
Gordon H. Bower (30. prosince 1932 – 17. června 2020) byl americký psycholog, představitel kognitivní psychologie, profesor Stanfordovy univerzity, 42. nejcitovanější psycholog 20. století.
Věnoval se především tématu paměti, emocí, učení či rozumění textu. Definoval tzv. efekt kongruence. Podle tohoto konceptu prožívání pozitivních emocí zvyšuje pravděpodobnost vybavení si pozitivních vzpomínek a naopak – negativní emoce zvyšují pravděpodobnost vybavení si vzpomínek negativních. Tento poznatek se Bowerovi stal východiskem při úvahách o depresi, která je vlastně kongruenčním začarovaným kruhem – negativní emoce vyvolávají negativní vzpomínky, ty zase negativní emoce a tak stále dokola. Terapeut by se měl tedy pokusit tento kruh rozbít a začít spirálu novou, pozitivní. Roku 2005 obdržel Národní vyznamenání za vědu. Jeho žákem je Robert Sternberg.